# A (kana)
A hiragana あ, katakana ア, Hepburn-átírással: a, magyaros átírással: a japán kana. Az あ kurzív írású 安 kandzsiból származik, míg az ア a 阿 kandzsi radikálisából vezethető le. A godzsúonban (a kanák sorrendje, kb. „ábécérend”) az első helyen áll. Az あ Unicode kódja U+3042, az ア kódja U+30A2. A nemzetközi fonetikai ábécében az a hangnak felel meg.

## Vonássorrend
|  |  |
|  |  |